# Emil Hácha
Emil Hácha (Trhové Sviny, 12 luglio 1872 – Praga, 27 giugno 1945) è stato un politico e avvocato cecoslovacco, terzo presidente della Cecoslovacchia dal 1938 al 1939 e, formalmente, "Presidente di Stato" del Protettorato di Boemia e Moravia sotto l'occupazione tedesca, fino al maggio 1945.

## Biografia
Laureatosi in giurisprudenza all'Università di Praga nel 1896, divenne giudice della Corte suprema amministrativa a Vienna subito dopo lo scoppio della prima guerra mondiale. Dopo il trattato di Versailles e la proclamazione dell'indipendenza della Repubblica di Cecoslovacchia, Hácha divenne vicepresidente della Corte. Esponente del mondo cattolico conservatore, in seguito alla conferenza di Monaco (che sanciva lo smembramento della Cecoslovacchia) e alle dimissioni del presidente Edvard Beneš venne scelto come suo successore.
Il 14 marzo 1939 ricevette l'ordine dallo stesso Hitler di presentarsi a Berlino. Qui il Führer lo fece aspettare per ore e quando lo ricevette all'una e mezza della notte, gli comunicò che la Germania avrebbe presto invaso la Cecoslovacchia. Ad Hácha venne imposto di scegliere tra due opzioni: cooperare con il Terzo Reich in modo tale che l'occupazione tedesca avvenisse in modo non traumatico oppure cercare di resistere scatenando la repressione della Wehrmacht. Alle quattro e mezzo del mattino Hácha, che aveva anche subito un attacco di cuore dopo che Göring aveva minacciato di bombardare Praga, contattò il suo esecutivo per comunicare che aveva accettato le condizioni di Hitler.
Il 16 marzo l'occupazione della Cecoslovacchia era completa; Hácha venne mantenuto al suo posto, ma fu obbligato a giurare fedeltà ad Hitler e a Konstantin von Neurath, governatore del Protettorato di Boemia e Moravia. Nei mesi successivi tentò invano di opporsi alla germanizzazione del Paese e cooperò anche segretamente con il governo in esilio di Beneš.
La situazione peggiorò ulteriormente dopo la nomina di Reinhard Heydrich a vice-protettore di Boemia e Moravia. Molti amici e colleghi di Hácha vennero arrestati (tra cui il premier Alois Eliáš). Il 13 maggio 1945, dopo che le truppe sovietiche ebbero liberato la Cecoslovacchia, Hácha venne arrestato e trasferito nel carcere di Pankrác prigione ospedale a Praga, dove morì il 27 giugno in circostanze misteriose.. Fu sepolto in una tomba del cimitero di Vinohrady in cui non poté essere inciso il suo nome, che fu apposto solo in seguito.